# Wiesław Błach
Wiesław Piotr Błach (* 25. März 1962 in Opole) ist ein ehemaliger polnischer Judoka und Europameister, der nach seiner aktiven Laufbahn als Trainer und als Funktionär dem Judosport verbunden blieb.

## Sportliche Karriere
Der 1,71 m große Wiesław Błach war im Leichtgewicht aktiv, der Gewichtsklasse bis 71 Kilogramm. Von 1982 bis 1992 war er achtmal polnischer Meister, einmal Zweiter und zweimal Dritter. 1990 belegte er außerdem den zweiten Platz in der offenen Klasse hinter dem zwanzig Zentimeter größeren und über zwanzig Kilogramm schwereren Jacek Beutler.
Die internationale Karriere von Błach begann mit dem siebten Platz bei den Europameisterschaften 1982. Im gleichen Jahr belegte er den zweiten Platz bei den Weltmeisterschaften der Studierenden. Die Olympischen Spiele 1984 verpasste er wegen des Olympiaboykotts. Bei den in Warschau ausgetragenen Alternativ-Wettkämpfen belegte er den dritten Platz. Bei den Weltmeisterschaften 1985 unterlag er im Halbfinale Mike Swain aus den Vereinigten Staaten, gewann aber eine Bronzemedaille. Ebenfalls Bronze gewann Błach bei den Europameisterschaften 1986 in Belgrad. Nach einer Viertelfinalniederlage gegen den Italiener Ezio Gamba kämpfte er sich mit zwei Siegen in der Hoffnungsrunde zum Kampf um Bronze durch, den er gegen den Deutschen Steffen Stranz gewann. Auch bei den Goodwill Games 1986 erhielt Wiesław Błach eine Bronzemedaille. 1987 besiegte er bei den Europameisterschaften in Paris im Halbfinale Steffen Stranz, im Finale bezwang er den Franzosen Richard Melillo. Bei den Olympischen Spielen 1988 in Seoul schied er in seinem zweiten Kampf gegen den Brasilianer Luis Onmura aus.
Bei den Europameisterschaften 1990 in Frankfurt am Main unterlag Błach im Achtelfinale dem Finnen Jorma Korhonen, kämpfte sich aber mit drei Siegen in der Hoffnungsrunde zur Bronzemedaille durch. 1992 belegte er bei den Europameisterschaften in Paris den fünften Platz. Bei den Olympischen Spielen 1992 in Barcelona bezwang er den Kubaner Igancio Sayu und den Nordkoreaner Park Yong-i durch Ippon. Im Viertelfinale unterlag er dem späteren Olympiasieger Toshihiko Koga nach 3:05 Minuten. In der Hoffnungsrunde besiegte er den Chinesen Shi Chengsheng und unterlag dann dem Franzosen Bruno Carabetta. Letztlich belegte Wiesław Błach den siebten Platz.
Nach seiner aktiven Karriere betreute Błach als Trainer den Halbschwergewichtler Paweł Nastula und führte diesen zum Olympiasieg 1996 in Atlanta. Später wurde Błach Präsident des polnischen Judoverbandes und Technischer Direktor der Europäischen Judo-Union.